# Miłosław Jan Kołodziejczyk
Miłosław Jan Kołodziejczyk (* 23. Juni 1928 in Sułoszowa, Polen; † 3. März 1994 in Częstochowa, Polen) war ein polnischer Geistlicher.
Miłosław Jan Kołodziejczyk wurde am 29. Juni 1952 von Stanisław Czajka, Weihbischof in Częstochowa zum Priester für das Bistum Częstochowa geweiht.
Papst Johannes Paul II. ernannte ihn am 5. Dezember 1978 zum Weihbischof in Częstochowa und Titularbischof von Avissa. Am 31. Dezember 1978 weihte Stefan Bareła, Bischof von Częstochowa, ihn zum Bischof. Mitkonsekratoren waren Tadeusz Stanisław Szwagrzyk, Weihbischof in Częstochowa, und Stanisław Smoleński, Weihbischof in Krakau.